# Ut pressi quondam
Ut pressi quondam è una bolla pontificia emessa da papa Innocenzo IV e datata 13 settembre 1246.
Con questa bolla, il pontefice concesse agli eretici conversi l'ammissione all'Ordine dei Frati Predicatori e di esercitare la professione religiosa, compreso l'officium fidei (riferito in epoche successive come Inquisizione).